# Woodruff County
 Der er for få eller ingen kildehenvisninger i denne artikel, hvilket er et problem. Du kan hjælpe ved at angive troværdige kilder til de påstande, som fremføres i artiklen.

Woodruff County er et county i den amerikanske delstat Arkansas.
Woodruff county er Arkansas' 54. county. Det blev oprettet 26. november 1862 og har fået sit navn efter William E. Woodruff, grundlæggeren af Arkansas' første avis Arkansas Gazette.
Woodruff county ligger i et område med meget landbrug. Det dyrkes hovedsageligt ris, hvede, soyabønner og bomuld.
35°11′42″N 91°13′17″V / 35.195°N 91.2214°V